# Alten
Alten est une multinationale française d'ingénierie et conseil en technologies et une entreprise de services du numérique (ESN) créée en 1988. Elle est présente dans plus de 30 pays et emploie à fin 2024 plus de 57 700 salariés dont 50 900 ingénieurs. Alten met à disposition auprès de ses 6 500 clients des ingénieurs intervenant sur leurs projets technologiques pour des durées allant de la journée à plusieurs années.

## Histoire
Alten est fondée en 1988 par Simon Azoulay, Laurent Schwarz et Thierry Woog ; trois ingénieurs issus de grandes écoles.
L'entreprise est introduite en bourse en 1999 au second marché de la Bourse de Paris.  
Le développement à l'étranger commence en 2000 et représente 20 % du chiffre d’affaires en 2003.  
L'entreprise s'implante en Asie et aux États-Unis en 2012.  
Le Groupe poursuit depuis une stratégie d'acquisitions d'entreprises ciblée en adéquation avec son cœur de métier en Europe notamment en 2016.  
En 2019, la part de l'international représente 56,8% du chiffre d'affaires du Groupe.  
Durant la crise sanitaire, le Groupe poursuit ses acquisitions en France et à l'étranger dont la part du C.A représente depuis fin 2021 environ 66% de son activité.

## Métiers et activités
- Ingénierie et R&D externalisée
- Services IT

## Implantations
Le siège d’Alten est situé à Boulogne-Billancourt. Le groupe est présent dans plus de 30 pays dont la France, l'Espagne, le Portugal, l'Italie, l'Allemagne, l'Autriche, le Royaume-Uni, la Belgique, les Pays-Bas, le Luxembourg, la Pologne, la Roumanie, le Danemark, la Suède, la Finlande, la Suisse, les États-Unis, le Canada, le Mexique, la Chine, l'Inde, le Japon, la Corée du Sud, le Vietnam, ou encore le Maroc.

## Actionnaires
Au 25 juillet 2025.
| Nom                                                    | %      |
| Flottant                                               | 73,74% |
| Société Générale pour les Technologies et l'Ingénierie | 9,92%  |
| Fidelity Investments International                     | 8,19%  |
| Monsieur Azoulay Simon                                 | 4,75%  |
| Salariés                                               | 2,07%  |
| Autodétention                                          | 1,33%  |

## Données financières
| Années                      | 2014    | 2015    | 2016    | 2017    | 2018    | 2019    | 2020    | 2021    | 2022    | 2023    | 2024    |
| --------------------------- | ------- | ------- | ------- | ------- | ------- | ------- | ------- | ------- | ------- | ------- | ------- |
| Chiffre d'affaires          | 1 373,2 | 1 540,9 | 1 748,3 | 1 975,4 | 2 269,9 | 2 624,0 | 2 331,9 | 2 925,2 | 3 783,1 | 4 068,8 | 4 143,3 |
| Résultat opérationnel       | 117,5   | 147,1   | 157,4   | 176,6   | 214,2   | 238,2   | 119,2   | 288,2   | 592,9   | 319,9   | 277,0   |
| Résultat net part du groupe | 79,5    | 106,3   | 112,4   | 147     | 157,9   | 164,2   | 98      | 207,8   | 457,6   | 233,2   | 186,4   |

## Accusation et procès
L'Autorité de la concurrence a sanctionné l'entreprise d'une amende de 24 millions d'euros pour avoir mis en place des gentlemen's agreements de non-débauchage avec Ausy (devenu Randstad Digital). Mis en œuvre entre 2007 et 2016, ils visent à s'interdire mutuellement de solliciter et d'embaucher leur personnel respectif,.